# Expedition 3

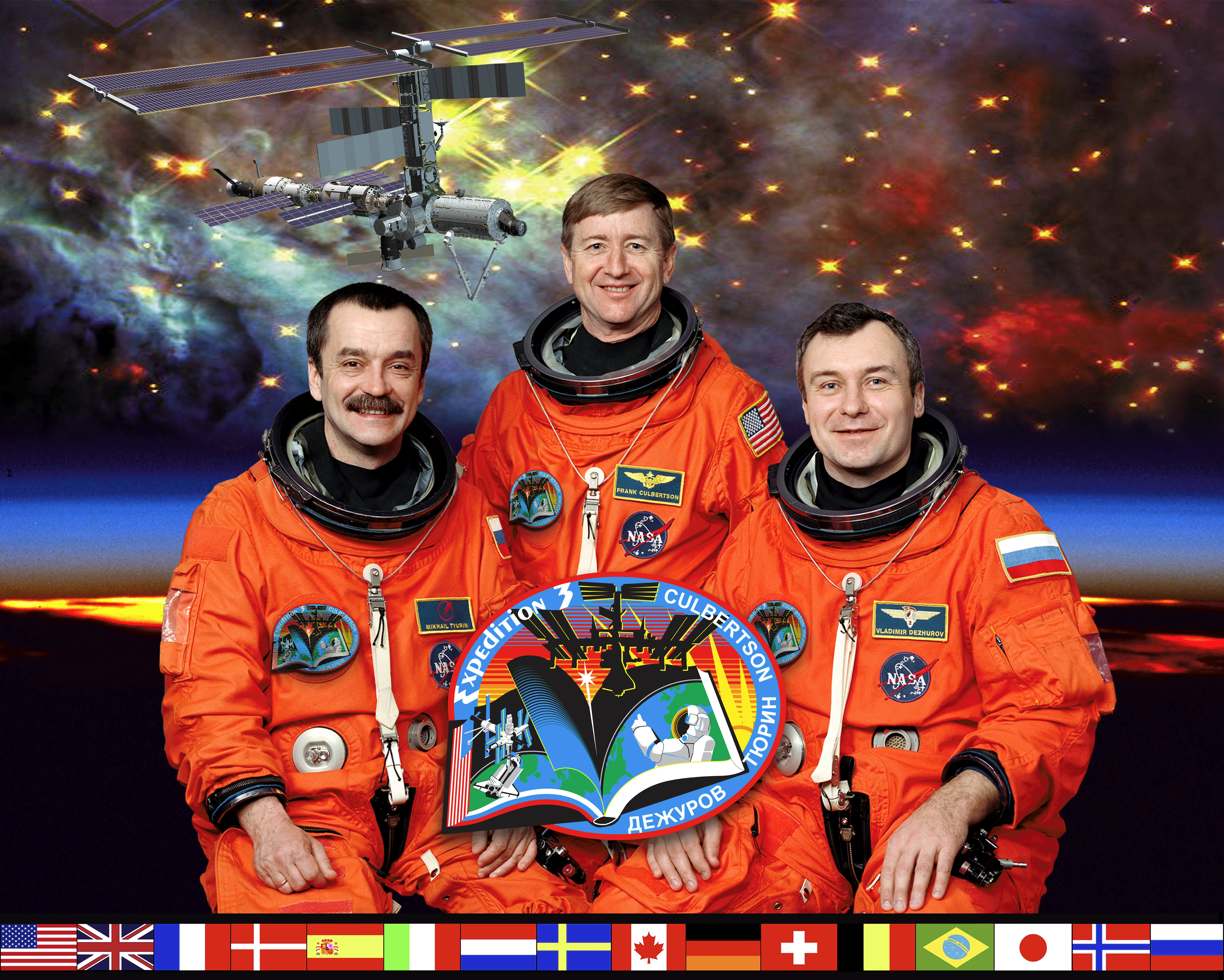
Expedition 3 besättning.

Expedition 3 var den 3:e expeditionen till Internationella rymdstationen (ISS). Expeditionen började den 10 mars 2001 med att rymdfärjan Discovery under flygningen STS-105 återvände till jorden med Expedition 2:s besättning. Expedition avslutades den 15 december 2001 då rymdfärjan Endeavour under flygningen STS-108 återvände till jorden med Expedition 3:s besättning.

## Utbyggnad av stationen
Under Expedition 3 levererade och installerades den ryska luftsluss modulen Pirs.

## Besättning
| Position       | (12 augusti - 15 december 2001)                     |
| -------------- | --------------------------------------------------- |
| Befälhavare    | Frank L. Culbertson, Jr., NASA Hans tredje rymdfärd |
| Flygingenjör 1 | Vladimir Dezjurov, RSA Hans andra rymdfärd          |
| Flygingenjör 2 | Michail Tiurin, RSA Hans första rymdfärd            |